# Estes Industries
Das US-amerikanische Unternehmen Estes Industries (alias Estes-Cox Corporation) mit Sitz in Penrose, Colorado, ist ein Hersteller von Modellraketen, Modellraketenbausätzen, Treibsätzen und Zubehör für Modellraketen. Estes ist einer der wenigen Anbieter auf dem Markt mit einer eigenen Treibsatzproduktion.
Zwei besondere Modelle von Estes sind die Astrocam und die Oracle, mit deren Hilfe Luftaufnahmen erstellt werden können.
Das Unternehmen wurde 1958 von Vernon Estes gegründet. Es war eines der ersten Unternehmen, das fertige Treibsätze für Modellraketen herstellte, da es in den 1950er-Jahren immer wieder zu Explosionsunglücken mit selbsthergestellten Treibsätzen kam und als Antwort der nach einem Sicherheitskodex regulierte Modellraketenbau entstand.
Das Unternehmen wurde im Januar 2010 an den US-Konzern Hobbico verkauft.